# Вештачки неурон
Вештачки неурон је математичка функција замишљена као модел биолошких неурона, неуронске мреже. Вештачки неурони су елементарне јединице у вештачкој неуронској мрежи. Вештачки неурон прима један или више улаза и сумира их да би произвео излаз. Обично је сваки улаз појединачно помножен неком тежином, а сума се преноси кроз нелинеарну функцију познату као активациона функција или функција преноса. Функције преноса обично имају сигмоидни облик, али могу имати облик и других нелинеарних функција. Такође су често монотоно растуће, непрекидне, диференцијабилне и ограничене. Функција прага је инспирисала грађење логичких кола која се називају логика прага; применљива за изградњу логичких кола који раде слично обради мозга. На пример, нови уређаји, као што су помпорници, у последње време су у великој мери коришћени за развој такве логике.
Функција преноса вештачког неурона не би требало да се меша са функцијом преноса линеарног система.

## Основна структура
За дати вештачки неурон, нека има {\displaystyle m+1} улаза са сигналима {\displaystyle x_{0}} до {\displaystyle x_{m}} и тежинама {\displaystyle w_{0}} до {\displaystyle w_{m}}. Углавном се улазу {\displaystyle x_{0}} додељује вредност +1, што га чини бијасом са {\displaystyle w_{k0}=b_{k}}. Преостаје {\displaystyle m} стварних улаза у неурон: од {\displaystyle x_{1}} до {\displaystyle x_{m}}.
Излаз к-тог неурона је:
{\displaystyle y_{k}=\varphi (\sum _{j-0}^{m}w_{kj}x_{j})}
Где је {\displaystyle \varphi } функција преноса.
Излаз је аналоган аксону биолошког неурона, а његова вредност иде на улаз следећег слоја неурона кроз синапсу. Такође може напустити систем, често као део вектора излаза.
Као такав, нема процеса учења. Израчунавају се тежине функције преноса и предодређује се вредност прага.